# Пансион Дюмушель
Пансио́н Дюмуше́ль (пансио́н Брок) — частное женское учебное заведение в Москве во второй половине XIX века.
По сведениям Петра Бартенева учредительницей пансиона была Маргарита Борисовна Дюмушель, урождённая Аллар-де-Мезоннёв, дочь французского эмигранта, книготорговца, вдова музыканта, однако формально содержательницей пансиона являлась её дочь.
В начале 1860-х гг. пансион французской подданной Маргариты Феликсовны Дюмушель помещался на Новой Басманной улице, пансион жены доктора медицины Фёдора Фёдоровича Брока, Веры Каспаровны (1816 — после 1875), в собственном доме на Сенной площади (так называемом «доме Несвицкой»). В 1867 г. пансионы объединились под руководством М. Ф. Дюмушель в доме Броков, и с тех пор официально назывались «пансион Дюмушель», хотя многие продолжали использовать название «пансион Брок».
Маргарита Феликсовна с братом Иваном Феликсовичем Дюмушелем (1831—1899), преподававшим в пансионе, жили в доме Броков до конца 1870-х гг., когда вместе с пансионом переехали в дом Степанова на Гончарной улице на Швивой горке. Последней руководительницей пансиона была жена Ивана Феликсовича, выпускница пансиона, Ольга Дмитриевна Дюмушель, урождённая Крылова.
В самом конце XIX века пансион был преобразован в гимназию, руководительницей которой стала Екатерина Евгеньевна Констант. По старой памяти гимназию продолжали называть «пансион Дюмушель-Констант».
Пансион считался одним из лучших частных женских учебных заведений Москвы. Он входил в список из семи перворазрядных женских училищ.
В разное время в пансионе Брок-Дюмушель преподавали:
- Немецкий язык — Христиан Виллибальд Генрих Грингмут (1815—1870) (отец Владимира Андреевича Грингмута) — филолог.
- Закон Божий — Ипполит Михайлович Богословский-Платонов (1821—1870) — настоятель приходской для дома Брок церкви Троицы на Арбате, который помимо преподавания причащал и исповедовал воспитанниц пансиона.
- Русский язык — Александр Александрович Котляревский (1837—1881) — историк, славист.
- Историю — Владимир Иванович Герье (1837—1919) — историк, педагог[6].
- Историю — Нил Александрович Попов (1833—1892) — историк, славист, живший в доме Брок.
- Историю — Иван Михайлович Остроглазов (1838—1892) — юрист и библиограф.
- Логику и психологию — Никодим Павлович Кондаков (1844—1925) — историк, археограф.
- Естественную историю — Иван Алексеевич Каблуков (1857—1942) — физикохимик[7].

Среди воспитанниц пансиона были:
- Евдокия Ивановна Токарева (1844—1914) — ученица и жена В. И. Герье.
- Елена Николаевна Харузина (1860—1924), в замужестве Арандаренко — сестра этнографов Николая, Веры и Алексея.
- Анна Сергеевна (1861—1935) (жена П. Н. Милюкова) и Ольга Сергеевна (1867—1920) (жена А. П. Голубцова) Смирновы — дочери ректора Московской духовной академии С. К. Смирнова.
- Лариса Михайловна Гарелина (1864—1942) в первом браке Бальмонт, во втором Энгельгардт.
- Зинаида Сергеевна Иванова (1865—1913) — публицист, критик, переводчица.
- Людмила Витальевна Вяземская (1865—1949) — учительница во 2-м Серпуховском училище в Москве.
- Серафима Фёдоровна Рахманова (1871—?) в замужестве Шибаева — из старообрядческой купеческой семьи.
- Мариэтта Сергеевна Шагинян (1888—1982) — писательница, искусствовед.